# Velîka Rusava, Tomașpil
Velîka Rusava (în ucraineană Велика Русава) este o comună în raionul Tomașpil, regiunea Vinnița, Ucraina, formată numai din satul de reședință.

## Demografie
Componența lingvistică a satului Velîka Rusava
     Ucraineană (99,03%)
     Alte limbi (0,71%)
Conform recensământului din 2001, majoritatea populației satului Velîka Rusava era vorbitoare de ucraineană (99,03%), existând în minoritate și vorbitori de alte limbi.